# Miłość (singel Andrzeja Piasecznego)
Miłość – singel polskiego piosenkarza Andrzeja Piasecznego wydany 10 czerwca 2021 przez Mystic Production i promujący album 50/50.
Za pośrednictwem treści zawartych w utworze, wokalista dokonał swojego publicznego homoseksualnego coming outu. Z uwagi na poruszane w utworze i budzące kontrowersje w kraju kwestie dotyczące sytuacji prawnej i społecznej osób LGBT w Polsce, większość stacji radiowych nie emitowała kompozycji. Singel dotarł jednak do 3. pozycji polskiej listy iTunes. Do utworu nakręcono teledysk, który zwyciężył w kategorii Najlepszy teledysk LGBT podczas gal rozdania nagród International Music Video Awards w Monachium oraz Rzymie, a także uzyskał nominacje do tożsamych nagród w Pradze i Londynie.

## Geneza utworu i historia wydania
Utwór został skomponowany przez Majkę Jeżowską do tekstu samego wokalisty, który inspirował się swoim życiem prywatnym. Wokalista stwierdził, że jest to piosenka, która prócz nadziei niesie także pewność. W maju 2021 przy okazji premiery płyty 50/50 w wywiadzie dla Radia Zet piosenkarz dokonał homoseksualnego coming outu, przyznając, że utwór, którego tekst nawiązuje do miłości między dwoma mężczyznami, jest piosenką o nim. Artysta dodał, że uważa piosenkę za odważny utwór, który mówi o tolerancji i akceptacji do każdego człowieka, niezależnie od rodzaju miłości i tego, kto kogo i dlaczego kocha. W wywiadzie dla portalu Onet.pl artysta podkreślił, że premiera singla nieprzypadkowo została zaplanowana na czerwiec – Miesiąc Dumy LGBT. 
Istotną rolę wokalista przypisał tytułowi utworu, ponieważ w jego opinii wypowiadanie się o miłości w śmiały sposób może przyczynić się do zmieniania świata na lepszy oraz krzewienia uczuć bez jakichkolwiek ograniczeń czy wykluczeń. W rozmowie z dziennikarzem portalu Interia.pl, piosenkarz zapytany o powód nagrania utworu w kontekście sytuacji prawnej i społecznej osób LGBT w Polsce odpowiedział, że dużą rolę w powstaniu kompozycji miało jego zdenerwowanie wypowiedziami prezydenta RP Andrzeja Dudy podczas kampanii wyborczej w 2020, który „straszył Żydami, gejami i Niemcami” i wykorzystywał sytuację różnych mniejszości na potrzeby interesu politycznego, nie korzystając z inteligencji czy mądrości mimo posiadanego wyższego wykształcenia w zakresie prawa.

## Odbiór
Większość stacji radiowych w Polsce nie emitowała utworu „Miłość” z uwagi na poruszane w niej kwestie budzące kontrowersje w kraju. Był jednak odtwarzany m.in. w Radiu Wawa, Meloradiu czy Radiu Gorzów. Radio Eska uznało utwór za najważniejszy w dorobku artysty. Utwór znalazł się w propozycjach do listy przebojów Radia Zet, jednak ostatecznie nie dotarł do głównego zestawienia. 
Singel dostał się na 3. pozycję polskiej listy iTunes.
Utwór zebrał mieszane opinie recenzentów i krytyków muzycznych. Jonatan Paszkiewicz zauważył, iż piosenka niesie za sobą konkretny przekaz, a przy tym jest po prostu bardzo dobra i przyjemna w odsłuchu. Karol Piotrowicz z AllAboutMusic uznał, że utwór jest najlepszym atutem albumu z uwagi na chwytliwość, taneczność i poruszenie ważnego tematu społecznego. Bartosz Sąder z portalu Onet.pl powiedział, że „tętniący rytmem lat 80. kawałek, jest świetnym trackiem, który idealne wpisuje się w modną od jakiegoś czasu koncepcję powrotu do muzycznych inspiracji sprzed czterech dekad”. Z kolei Rafał Samborski z portalu Interia.pl skrytykował kompozycję, porównując melodię partii wokalnej utworu do muzyki chodnikowej i zauważając, że tekst „nie graniczy nawet z jakąkolwiek treścią, z którą można się mierzyć na poziome intelektualnym”, a słowa trzeciej zwrotki są zwyczajnym wypełniaczem treści.

## Wykonania na żywo
Przed szeroką publicznością, utwór został wykonany 18 sierpnia 2021 podczas koncertu #IDance in Opera Leśna w ramach Top of the Top Sopot Festival, transmitowanego przez stację TVN. 20 września 2021 wokalista wykonał utwór podczas czwartego odcinka dwunastej edycji programu Dancing with the Stars. Taniec z gwiazdami, a w trakcie występu, w celu podkreślenia wagi słów piosenki, towarzyszyli mu tancerze w parach zarówno dwu, jak i jednopłciowych.

## Teledysk
Teledysk do utworu „Miłość” został premierowo zaprezentowany 27 czerwca 2021 w programie Dzień dobry wakacje stacji TVN, tego samego dnia został także umieszczony w serwisie internetowym YouTube. Teledysk został nagrany w Krakowie i przedstawia historię zakochanych w sobie gejów, którzy biorą ślub. 
Za scenariusz i reżyserię teledysku odpowiadał duet Helena Ganjalyan oraz Bartosz Szpak. W dniu premiery teledysku wokalista powiedział, że prezentuje on historię realną z bajkowym zakończeniem, choć jeszcze niedostępnym dla obywateli Polski z uwagi na dostrzeganie w miłości par homoseksualnych przez liczne osoby ideologii zamiast uczuć.

## Twórcy

### Singel
Opracowano na podstawie materiału źródłowego.
- Andrzej Piaseczny – słowa
- Majka Jeżowska – muzyka

### Teledysk
Opracowano na podstawie napisów końcowych teledysku.
- Helena Ganjalyan, Bartosz Szpak – reżyseria, scenariusz
- Kacper Zięba – zdjęcia
- Maciej Cymorek, Bartłomiej Cabaj, Marta Bartczak, Dominika Kimaty, Hanna Piekarska, Jerzy Wojtkowski, Andrzej Piaseczny, Robert Wasiewicz, Majka Jeżowska, Natalia Strzelecka – aktorzy
- Aleksandra, Bogusław Szpak, Jan Szpak, Bren Cukier, Sebastian Szarata, Błażej Kanclerz, Olga Kanclerz, Marzena Kupis, Antek Kupis, Ariel Liwiński, Sylwia Jurasik, Michał Kozak, Maria Gazeł, Paula Mazurkiewicz, Karol Grad – pozostałe role aktorskie
- Makata – produkcja
- Jan Szczeniowski – produkcja wykonawcza
- Zenon Budyn – kierownik planu
- Katarzyna Tomczyk – scenografia
- Joanna Opińska – kostiumy
- Kamila Brudzyńska – stylizacja wokalisty
- Alicja Stempniewicz – make-up wokalisty
- Dominika Harat – make-up
- Kacper Plawgo – montaż
- Podziękowania – Majka Jeżowska, Robert Piaskowski, Igor Połaniewicz, Wojtek Jeżowski, Magda Pietrzak, Andrzej Serwach, Marzena Pawlak, Szymon Malecki, Paul’s Boutique Record Store, Hevre Kraków, Kraków Film Commission, Active Management, Wspólnota Mieszkaniowa przy ul. Krzywej 12, Administracja Legutko-Szlęzak, Inne Obrączki, Centrum Sportu Parkowa w Krakowie, kurdyban.pl, Centrum Rowerowe Secesja, Miasto Kraków, Krakowskie Biuro Festiwalowe, Play Kraków, DAFI, BMW ZK Motors, Starling Hats.

## Lista utworów
| Digital download / media strumieniowe | Digital download / media strumieniowe | Digital download / media strumieniowe |
| Nr                                    | Tytuł utworu                          | Długość                               |
| ------------------------------------- | ------------------------------------- | ------------------------------------- |
| 1.                                    | „Miłość”                              | 3:57                                  |

## Nagrody
Teledysk do utworu zwyciężył w kategorii Najlepszy teledysk LGBT podczas gal rozdania nagród International Music Video Awards w Monachium oraz Rzymie. Uzyskał również nominację do tożsamej nagrody podczas International Music Video Awards w Pradze i Londynie.